# トマシュフ・ルベルスキ
トマシュフ・ルベルスキ（Tomaszów Lubelski [tɔˈmaʂuf luˈbɛlskʲi] ）は、ポーランドのルブリン県にある都市。ロズトチェ国立公園の近くに位置するトマシュフ・ルベルスキ郡の郡都。人口は19,365人（2017年）。

## 歴史
1975年から1998年までは旧ザモシチ県に属していた。

## 文化

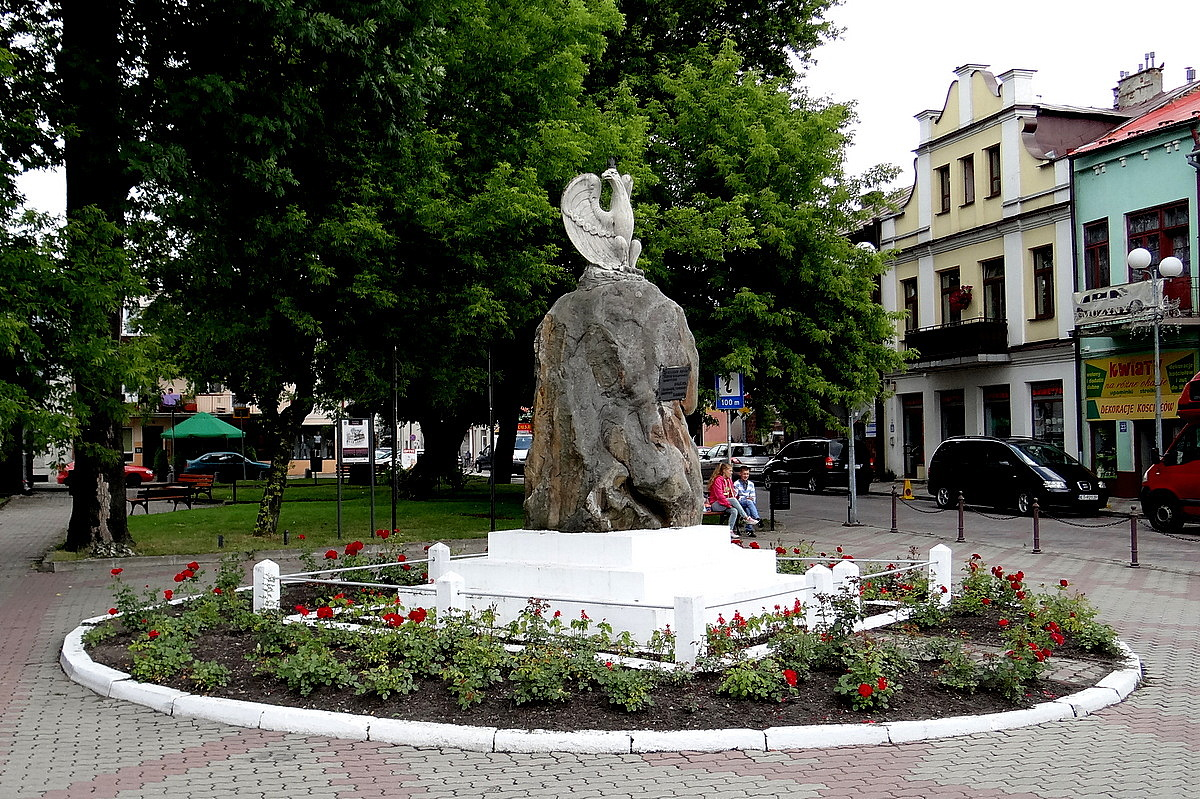
1791年5月3日憲法のモニュメント

人気音楽フェスティバルのロズトチェ国際フォークフェスティバルが1990年から毎年開催されている。

## スポーツ
トマソヴィア・トマシュフ・ルベルスキ

## 著名な出身人物
- ジョアンナ・パクラ 女優
- モニカ・スキンデル クロスカントリースキー選手
- マレク・ズブ サッカー指導者

## 姉妹都市
- グリギシュケス、リトアニア